# Lucio Corsi
Lucio Corsi, né le 15 octobre 1993 à Grosseto, est un auteur-compositeur-interprète italien.
Il représente l'Italie au Concours Eurovision de la chanson 2025.

## Biographie
Né à Grosseto, Lucio Corsi a grandi à Vetulonia et a déménagé à Milan après avoir obtenu son diplôme à liceo scientifico en 2012,.
Il a sorti son premier EP Vetulonia Dakar en 2014 et il signe à Picicca Dischi la même année. En 2015, il a sorti Altalena Boy ; les deux EPs ont été réimprimés dans une collection intitulée Altalena Boy/Vetulonia Dakar le 16 janvier 2015, distribuée par Sony Music,.
Son premier album studio Bestiario musicale, un album-concept sur les animaux de sa Maremme, est sorti le 27 janvier 2017 chez Picicca Dischi,. Il a débuté comme mannequin pour la campagne « Cruise 2018 » de Gucci dans palais Pitti le 29 mai 2017, et a participé au projet « Roman Rhapsody » du styliste Alessandro Michele et photographe Mick Rock,.
Le 17 janvier 2020 il a sorti son deuxième album Cosa faremo da grandi? pour le label Sugar Music,.
Le 13 novembre 2024, il a publié le single Tu sei la mattina, morceau inclus dans la bande originale de la troisième saison de la série Vita da Carlo de Carlo Verdone, où le chanteur est apparu comme guest star dans le rôle de lui-même.
En 2025, il participe au 75e Festival de Sanremo, où il termine à la seconde place. Le 22 février 2025, après le refus du gagnant Olly de représenter l'Italie à l'Eurovision 2025, il prend sa place et est sélectionné pour représenter son pays à Bâle,. Il se classe 5e avec 256 points.
Le 28 mai 2025, il est annoncé au casting italien du film d’animation Elio, dans lequel il prête sa voix au personnage de l'ambassadeur Tegmen.

## Discographie

### Albums studio
- 2017 : Bestiario musicale
- 2020 : Cosa faremo da grandi?
- 2023 : La gente che sogna
- 2025 : Volevo essere un duro

### EPs
- 2014 : Vetulonia Dakar
- 2015 : Altalena Boy

### Singles
- 2019 : Cosa faremo da grandi?
- 2020 : Freccia Bianca
- 2020 : Trieste
- 2023 : Astronave giradisco / La bocca della verità
- 2023 : Magia nera / Orme
- 2023 : Radio Mayday
- 2024 : Tu sei il mattino
- 2025 : Volevo essere un duro
- 2025 : Situazione complicata